# Karel Dědic
Karel Dědic (7. srpna 1862 Vsetín – 2. července 1928 Praha) byl český a československý sociálně demokratický politik, meziválečný poslanec Revolučního národního shromáždění a senátor Národního shromáždění ČSR za Československou sociálně demokratickou stranu dělnickou.

## Biografie
Jako student gymnázia se zapojil do pokrokového hnutí. Docházel do hostince U Pštrossů v Praze, kde bylo centrum sociálně demokratických aktivistů. Patřil ke skupině studentů, která se později přimkla k sociální demokracii. Přitom pocházel z buržoazních poměrů a i jeho profese, byl dámským krejčím se zámožnou klientelou, nebyla v řadách sociálních demokratů příliš obvyklá.
V letech 1918-1920 zasedal v Revolučním národním shromáždění. Byl profesí živnostníkem.
V parlamentních volbách v roce 1920 získal post senátora, který zastával až do roku 1925.
Zemřel v červenci 1928. Pravicové Národní listy ho v nekrologu označily za svéráznou, zajímavou, a jak i politickému protivníkovi nutno přiznati - sympatickou osobnost.
Zemřel roku 1928 v Praze. Pohřben byl na Olšanských hřbitovech.

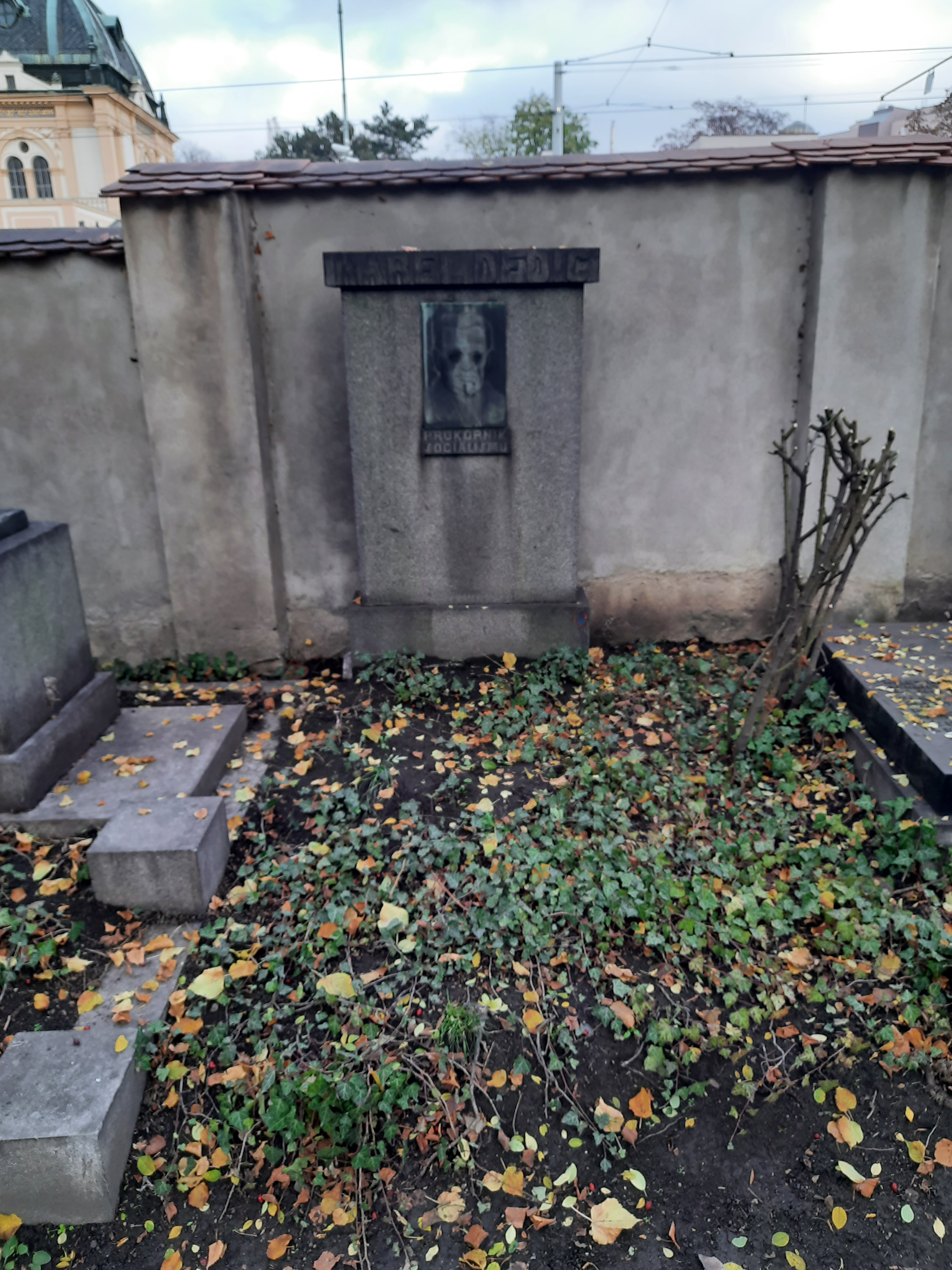
Hrob Karla Dědice na Olšanských hřbitovech